# Tilly (Yvelines)
Tilly è un comune francese di 537 abitanti situato nel dipartimento degli Yvelines nella regione dell'Île-de-France.

## Società

### Evoluzione demografica
Abitanti censiti